# Adolf Wagner (Gauleiter)

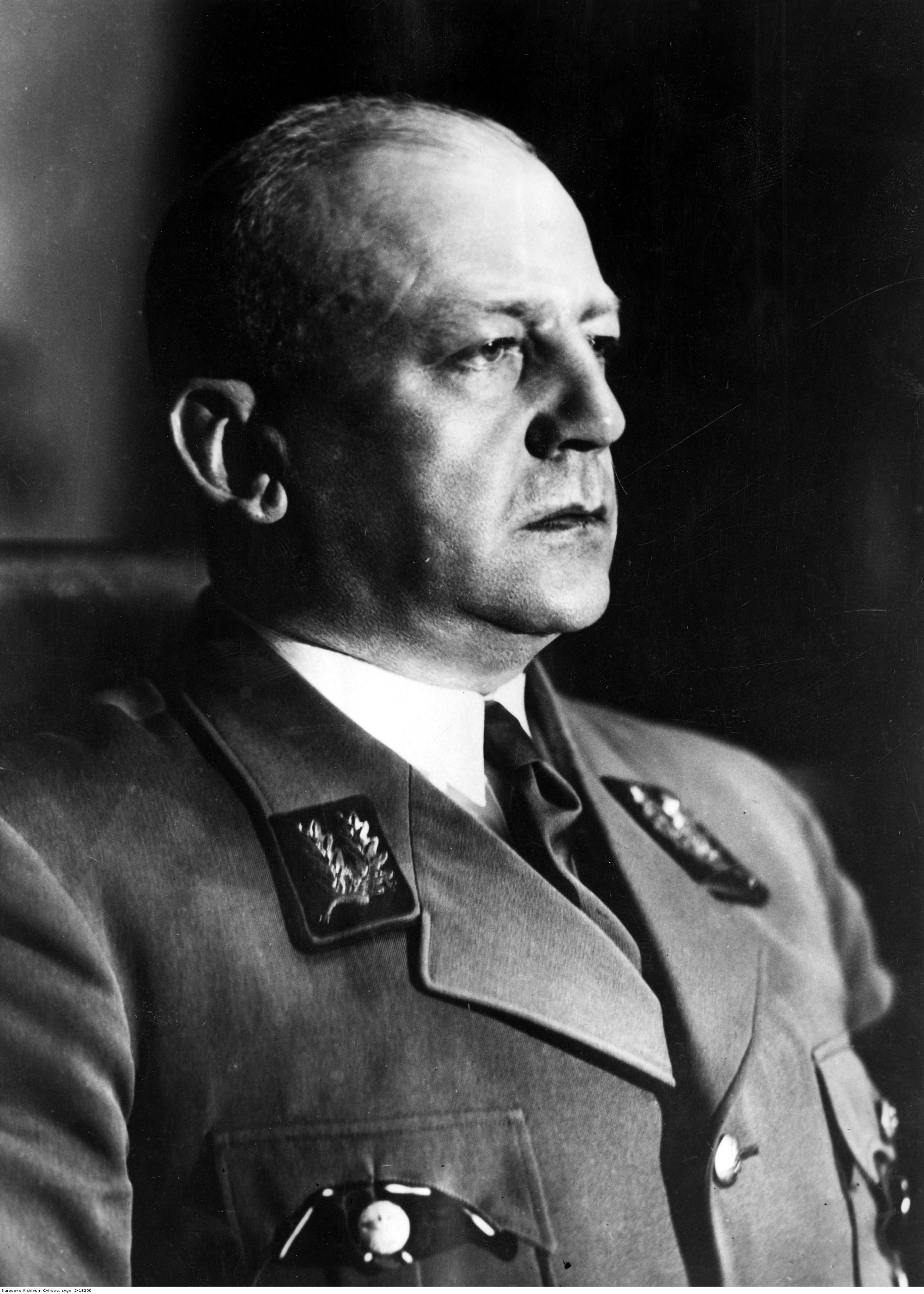
Adolf Wagner

Adolf Wagner (* 1. Oktober 1890 in Algringen, Lothringen; † 12. April 1944 in Bad Reichenhall) war NSDAP-Gauleiter im Gau München-Oberbayern, bayerischer Minister und SA-Obergruppenführer.

## Leben

### 1890 bis 1923
Wagner besuchte die Oberrealschulen in Metz und Pforzheim und war 1909/10 Einjährig-Freiwilliger in Straßburg. Bis 1911 studierte er Naturwissenschaft und Mathematik an der Universität Straßburg, brach dann ab und studierte bis zum Kriegsausbruch (1914) Bergbau an der RWTH Aachen. Dort war er seit 1912 Mitglied der Aachener Burschenschaft Teutonia.
Im Ersten Weltkrieg war Wagner als Reserveoffizier unter anderem Kompanieführer und Ordonnanzoffizier. Er wurde mehrmals verwundet und erhielt verschiedene Kriegsauszeichnungen.
Zwischen 1919 und 1929 war Wagner Direktor verschiedener Bergwerksgesellschaften in der Oberpfalz und in Österreich, bis er anschließend Verleger wurde.

### 1923 bis 1933
1923 trat er der NSDAP bei. Er nahm am gescheiterten Hitler-Ludendorff-Putsch teil. 1924 wurde er für den Völkischen Block, eine Ersatzorganisation der verbotenen NSDAP, in den bayerischen Landtag gewählt. 1928 wurde er zum Leiter im NSDAP-Gau Oberpfalz berufen und erhielt ab 1929 zusätzlich die Aufsicht über den Gau Groß-München. Nach der Zusammenlegung der Gaue Groß-München und Oberbayern im Gau München-Oberbayern im November 1930 wurde Wagner dessen Gauleiter. Ab November 1933 war er Abgeordneter im inzwischen parlamentarisch bedeutungslosen Reichstag.

### 1933 bis 1944
In Bayern wurde er im März 1933 Staatskommissar und kommissarischer Innenminister, im April 1933 kommissarischer Innenminister und stellvertretender Ministerpräsident sowie im Dezember 1936 bayerischer Kultusminister.
Auf seine Initiative als Innenminister und in Kooperation mit dem kommissarischen Polizeipräsidenten von München, Heinrich Himmler, wurde bereits im März 1933 für zunächst vor allem kommunistische und sozialdemokratische Gefangene das KZ Dachau errichtet, in dem bis 1945 200.000 Menschen inhaftiert wurden. Die sogenannte Schutzhaft wurde in seinem Amtsbereich auf seine Anweisung in einer möglichst weiten Interpretation praktiziert.
Im Stab von Rudolf Heß war Wagner Beauftragter für den „Neuaufbau des Reiches“. Bei Kriegsbeginn wurde er als einziger Gauleiter zum Reichsverteidigungskommissar in zwei Wehrkreisen (München und Nürnberg) ernannt.
Er wohnte von 1937 bis 1944 in der für ihn als Dienstwohnsitz erworbenen Kaulbach-Villa in der Münchener Maxvorstadt.
Wagner hatte den begründeten Ruf, ein besonders bösartiger Antisemit zu sein. Die von ihm zu verantwortenden Repressionen gegen die jüdische Minderheit überschritten selbst das unter nationalsozialistischen Bedingungen übliche Maß sowohl in der Normsetzung, wie er sie selbst vornahm, als auch in der Umsetzung reichszentraler Vorschriften.
In Wagners Amtszeit als Kultusminister fiel die Umwandlung der bayerischen Bekenntnisschulen ab 1937 in Gemeinschaftsschulen für Kinder beider christlicher Konfessionen. Sein geheimer „Kruzifixerlass“ vom 23. April 1941 besagte, dass Kruzifixe in bayerischen Schulen „allmählich“ zu entfernen seien. Dieser stieß jedoch auf erheblichen Widerstand innerhalb der katholischen Bevölkerung und wurde am 28. August jenes Jahres wieder zurückgenommen.
Im Juni 1942 erlitt Wagner einen Schlaganfall, konnte seine Ämter nicht weiter ausüben, erholte sich nicht wieder und starb am 12. April 1944. Hitler verlieh ihm posthum die oberste Stufe des Deutschen Ordens, die höchste Auszeichnung der NSDAP.

## Ehrenbürgerschaft
Nach seiner Einsetzung als kommissarischer bayerischer Innenminister am 9. März 1933 ernannten ihn nach und nach 76 Kommunen in Bayern zum Ehrenbürger. Dazu zählten neben München (1946 aberkannt) und Ingolstadt (aberkannt Dezember 2022), Rosenheim und Regensburg (29. September 2011 aberkannt) auch Bad Reichenhall (aberkannt am 4. Januar 1946), Erbendorf (22. März 2008 aberkannt) und Aichach (am 6. November 1945 aberkannt), Tutzing (aberkannt am 9. Februar 2009), Mittenwald (aberkannt am 23. Mai 2017 per Gemeinderatsbeschluss), Rohrdorf (Distanzierung von der Ehrenbürgerwürde durch Gemeinderatsbeschluss am 25. Juni 2020), Neunburg vorm Wald (Ehrenbürgerrecht mit dem Tod erloschen) und Schwandorf (aberkannt am 23. Februar 1948).